# Plata
Plata — мексиканский финтех-стартап, специализирующийся на потребительском кредитовании и цифровых банковских услугах. Компания была основана в апреле 2023 года бывшими топ-менеджерами российского Тинькофф Банка.
В марте 2025 года компания привлекла 160 миллионов долларов США инвестиций и стала «единорогом» с оценкой в 1,5 миллиарда долларов.

## История
Plata была основана в апреле 2023 года тремя бывшими топ-менеджерами Тинькофф банка: Нери Толлардо (вице-президент по стратегии), Александром Бро (вице-президент, отвечавший за партнёрства, нефинансовые услуги и карты лояльности) и Данилом Анисимовым (вице-президент по продуктам и портфельному менеджменту). Толлардо стал CEO компании, Бро — директором по развитию основного продукта компании — кредитной карты Plata Card.
В декабре 2024 года Plata получила банковскую лицензию от мексиканских регуляторов. К началу 2025 года компания заявляла об одном миллионе активных пользователей кредитных карт.

## Продукты
Основным продуктом компании являются кредитные карты Plata Card с программой кэшбэка. Компания использует систему курьеров-представителей, которые доставляют карты клиентам и помогают настроить мобильное приложение. Также Plata предлагает сервис оплаты равными частями (BNPL, buy now pay later) Plata Difiere.

## Инвестиции
С момента основания компания привлекла в общей сложности 750 миллионов долларов США в виде акционерного капитала и долгового финансирования. В интервью в июне 2025 года Олег Тиньков сообщал, что у стартапа около 100 инвесторов, а сумма вложений превысила 800 млн долларов.
Среди первых частных инвесторов стартапа были семьи российских предпринимателей Олега Тинькова и основателя фонда Baring Vostok Capital Partners (одного из первых инвесторов Тинькофф банка) Майкла Калви и около 20 топ-менеджеров компании, которые совместно вложили 300 миллионов долларов. 
В марте 2025 года Plata привлекла 160 млн долларов в раунде A с участием европейских и американских инвесторов (в т.ч. Moore Strategic Ventures), который возглавила инвестиционная компания Kora. В рамках инвестиционного раунда Plata получила оценку в 1,5 млрд долларов, что сделало её одним из 8 мексиканских «единорогов» (на 2025 год) и первым с 2022 года.
В мае 2024 года компания по управлению активами Fasanara Capital предоставила Plata кредитную линию для финансирования займов объёмом 100 млн долларов. К 2025 году объём кредитной линии достиг 200 млн. В ноябре 2024 года Plata выпустила облигации на сумму 50 млн долларов путём закрытой подписки.
В июле 2025 года Plata провела размещение трёхлетних облигаций с планом привлечь 120 млн долларов. В контексте размещения аналитики отмечали рост и потенциал рынка, большие инвестиции и поддержку акцеонеров и проверенную бизнес-модель, но также указывали на риски — убыточность и короткий трек-рекорд (который не позволяет строить надёжные прогнозы), высокие расходы и погашение прежних обязательств за счёт вновь привлечённых средств, высокую долговую нагрузку и стоимость привлечения финансирования, высокую стоимость кредита для заёмщика и фокус на рискованную категорию клиентов, а также риски, связанные с местной экономикой и регулированием.

## Сотрудники
В компании работает около 2000 человек, из которых примерно 700 являются выходцами из России. Из российских специалистов около 100 человек работают непосредственно в Мексике, остальные — в офисах компании на Кипре, в Сербии и Барселоне.